# Europa Libertății și Democrației Directe
Europa Libertății și Democrației Directe a fost un partid și grup politic euro-sceptic din Parlamentul European, înființat pe 24 iunie 2014, fiind un partid de dreapta, cu 45 de membri din cei 751 ai Parlamentului.
Angajat în promovarea principiilor democrației, libertății și cooperării între state-națiuni, Grupul EFDD a încurajat o cooperare deschisă, transparentă, democratică și responsabilă între state europene suverane și respingea birocratizarea Europei și crearea unui superstat european centralizat unic.
Partidul a promovat respectul pentru istoria, tradițiile și valorile culturale ale Europei. Popoarele și națiunile Europei au dreptul de a-și proteja granițele și de a-și promova propriile valori istorice, tradiționale, religioase și culturale.
De asemenea, grupul descris subscrie la conceptul de democrație directă, pe care o consideră a fi controlul suprem asupra elitelor politice.

Istorie
În timpul celui de-al șaptelea Parlament European, în toiul alegerilor din 2014, partidul Europa Libertății și Democrației Directe s-a aflat în impas, din cauza numeroaselor transferuri dintre partide, fiind alcătuit la data de 18 iunie 2014 din membrii Partidului Independenților (Regatul Unit) și Ordine și Justiție (Lituania).
Cei mai multi membri din acest partid vin din Regatul Unit, iar unul dintre ei este chiar conducătorul acestui grup euro-sceptic: Nigel Farage